# Векилхарджи, Наум
Наум Векилхарджи (настоящие имя и фамилия — Наум Панайот Бредхи) (алб. Naum Veqilharxhi; 6 декабря 1797—1846, Стамбул) — албанский писатель, переводчик, адвокат, автор одного из вариантов албанского алфавита (1844). Один из самых выдающихся деятелей раннего албанского национального возрождения.

## Биография
Родился в селе рядом г. Корча в южной Албании в православной семье, албанизированных арумын. В 1800 году его семья оставила Албанию, переехала на территорию нынешней Румынии и поселилась в Брэила.
Изучая право, Векилхарджи познакомился с албанцами-интеллектуалами, представителями национального движения, стал участвовать в деятельности Филики Этерия, тайного общества греков. В 1821 году, будучи студентом, вероятно, принимал участие в валашском восстании под руководством Тудора Владимиреску.
В конце 1820-х годов его семья входила в число самых богатых в Брэила. После 1838 года большинство его родственников декларировала себя греками по национальности. Наум же всегда считал себя албанцем.
После получения юридического образования, занялся адвокатской практикой, стал богат и использовал полученные средства для развития албанского языка и культуры, продвижения идеи албанского национального пробуждения. В 1825 году начал работу по созданию своего оригинального алфавита албанского языка.
В 1844 году в Бухаресте опубликовал свой труд «Evëtori Shqip Fort i Shkurtër», над которым работал около 20 лет, и создал виткутьское письмо — алфавит албанского языка, состоящий из 33 букв. При его создании он старался избегать использование латинского, греческого или арабского алфавитов и символов по причине религиозных взаимоотношений (до него при написании использовался греческий или арабский алфавит). Этот труд, а также последующие его работы, в том числе, первый учебник на албанском языке (1846), также были посвящены албанскому языку и пробуждению национального самосознания.
В 1845 Векилхарджи направил открытое полемическое письмо, написанное на греческом языке, своему племяннику, который назвал его патриотические идеи химерными: «буква, — писал Векилхарджи, — одна из первых письменных основ идеи движения албанского национального пробуждения».
Наума Векилхарджи считают одним из самых выдающихся деятелей раннего албанского национального возрождения.

## Избранные труды
- 1844: Ëvetarin (алфавит)
- 1845: Fare i ri evëtar shqip për djelm nismëtar (букварь)
- 1846: Qarkore (Энциклика) (на греческом языке).